# Orpheus (balletto)
Orpheus è un balletto neoclassico in tre quadri su musica di Igor' Fëdorovič Stravinskij e coreografia di George Balanchine del 1947. Per il compositore questo lavoro fu una riconquista ideale dell'antichità classica in cui trovò una rinnovata ispirazione.

## Storia
Stravinskij scrisse Orpheus su richiesta del Ballet Society, associazione fondata da Balanchine e Lincoln Kirstein; l'opera fu iniziata a Hollywood nell'ottobre del 1946 e terminata il 26 settembre 1947. La coreografia, realizzata da Balanchine in pieno accordo con il compositore, si attenne a elementi molto semplici, attenta soprattutto alla partitura e al soggetto drammatico del lavoro.
La prima rappresentazione del balletto avvenne a New York il 28 aprile 1948 al New York City Center of Music and Drama con scene e costumi di Isamu Noguchi, le luci di Jean Rosenthal. Interpreti principali furono Nicholas Magallanes nella parte di Orfeo, Maria Tallchief in quella di Euridice, Francisco Moncion rappresentò l'Angelo nero e Herbert Bliss, Apollo. La direzione orchestrale fu dello stesso Stravinskij.

## Trama
Orfeo, davanti alla tomba di Euridice, implora gli dei per ritrovare l'amata. Gli appare un Angelo Nero che lo conduce attraverso lo Stige imponendogli però una maschera d'oro che non dovrà mai togliere. Nell'Ade le Furie gli sbarrano la strada; l'Angelo incita Orfeo a suonare la lira ed alla sua musica celestiale le Furie si quietano; Plutone conduce quindi Euridice ad Orfeo. I due si incamminano tenendosi per mano tra mille difficoltà, ma Euridice cade; non avendo più contatto con lei Orfeo toglie la maschera per poter vedere e l'amata cade a terra senza vita. Orfeo disperato perde la lira e viene attaccato dalle Baccanti che lo fanno a pezzi. Apollo ritrova le spoglie di Orfeo, alza verso l'alto la maschera d'oro e dalla tomba del cantore la sua lira risale verso il cielo. 

## Struttura del balletto
- Quadro primo

1. Lento sostenuto. Orfeo piange Euridice; è immobile, con la schiena rivolta al pubblico. Gli amici portano dei doni e lo confortano.

2. Andante con moto. Air de danse

3. Lo stesso tempo. Danza dell'Angelo Nero. L'Angelo conduce Orfeo dell'Ade

4. Lo stesso tempo. Interludio. L'Angelo e Orfeo riappaiono nell'oscurità del Tartaro.
- Quadro secondo

5. Agitato in piano. Sempre alla breve ma meno mosso. Pas des Furies. Movimenti e minacce delle Furie

6. Grave. Un poco meno mosso. Air de danse (Orfeo)

7. Lo stesso tempo. Interludio. Le anime incatenate nel Tartaro tendono le braccia verso Orfeo e lo implorano di cantare ancora.

8. Lo stesso tempo. Air de danse (Orfeo, conclusione)

9. Andatino leggiadro. Pas d'action. Le anime si placano al canto di Orfeo. Le Furie lo bendano e gli conducono Euridice. Il sipario si abbassa.

10. Andante sostenuto. Pas de deux. Davanti al sipario abbassato Orfeo si toglie la maschera. Euridice cade morta.

11. Moderato assai. Interludio.

12. Vivace. Pas d'action. Le baccanti assaltano Orfeo, lo afferrano e lo fanno a pezzi.
- Quadro terzo

13. Lento sostenuto. Apoteosi di Orfeo. Apparizione di Apollo che prende la lira di Orfeo, quindi innalza la maschera e il suo canto al cielo. 

## Orchestrazione
Il compositore inizialmente avrebbe voluto un'orchestra sinfonica di sessanta elementi, ma poiché a New York soltanto il Metropolitan Opera House avrebbe potuto ospitare una rappresentazione con un tale organico e i costi erano molto elevati, Kirstein chiese a Stravinskij di realizzare qualcosa di simile all'Apollon musagète con un organico ridotto. Il musicista optò così solo per 43 musicisti. Sebbene l'organico sia quindi simile a quello di una normale orchestra, la partitura è scritta secondo gli schemi di una musica da camera.
Oltre agli archi, sono presenti l'arpa e i timpani; i legni comprendono tre flauti, due clarinetti, due oboi, due fagotti;
gli ottoni quattro corni, due trombe, due tromboni. L'arpa ha un ruolo simbolico in quest'opera poiché viene utilizzata per dare sonorità alla lira di Orfeo.

## Analisi
Il carattere classicheggiante del soggetto portò Stravinskij ad avvalersi di modalità che vanno dal modo dorico all'eolio; la polifonia sfugge in tal modo alle strette regole della tonalità.
Nei primi due quadri la musica è calma, quasi tenera ma distaccata; anche nel Passo delle Furie la minaccia è sottolineata da una musica inquieta, ma senza accenni di violenza, il tempo infatti è indicato Agitato in piano. Solo nel Passo d'azione delle Baccanti l'accentuazione ritmica e le caratteristiche aspre sonorità di Stravinskij prendono il sopravvento e ci riportano in parte al clima de La sagra della primavera e della sua Danse sacrale; solo in questo momento la dinamica della partitura arriva a un fortissimo che si quieta comunque subito dopo la morte di Orfeo. Nel terzo quadro infatti si ritorna al tema iniziale e la musica ritrova la calma e una delicatezza apollinea.
Gli estremi opposti della natura dell'uomo, il "dionisiaco", rappresentato da Le sacre du printemps, e l'"apollineo" che ha riscontro in Apollon musagète, sono presenti e contrastanti tutti e due nell'Orpheus, impersonati nelle figure delle Baccanti e in quella di Apollo.

## Altre versioni coreografiche
Per la prima europea Stravinskij affidò la coreografia a Aurel Milloss che debuttò con il balletto al Festival di musica contemporanea della Biennale di Venezia al Teatro La Fenice nel 1948, grazie all'interessamento di Ferdinando Ballo, allora direttore artistico della Biennale.

Erich Walter realizzò una nuova versione con il Balletto di Wuppertal nel 1954

John Cranko nel giugno 1970 creò una nuova coreografia con il Balletto di Stoccarda.